# Piotr Werner (sędzia piłkarski)
Piotr Werner (ur. 6 czerwca 1949 w Gliwicach, zm. 30 października 2022) – polski sędzia piłkarski, następnie promotor boksu.

## Życiorys
Od 1986 sędziował w Polsce mecze najwyższego poziomu rozgrywek (ówczesnej I ligi). W ciągu 11 sezonów ligowych był arbitrem głównym w 106 meczach. Prowadził mecz finałowy Pucharu Polski w 1988 i mecz o Superpuchar Polski w 1996 (było to jego pożegnalne spotkanie w roli sędziego). Sędziował mecze eliminacji mistrzostw świata w 1990 (Finlandia-Holandia - 31.05.1989 i Austria-NRD - 15.11.1989) oraz mistrzostw świata w 1994 (Łotwa-Irlandia Północna - 2 czerwca 1993), a także eliminacji mistrzostw Europy w 1996 (Liechtenstein-Łotwa - 15.11.1994) oraz pięć towarzyskich spotkań międzypaństwowych, a także pojedyncze spotkania w europejskich pucharach Sędzią międzynarodowym był do końca 1994.
Uczestniczył także w organizacji rozgrywek futsalu. W 1983 zorganizował razem Jerzym Wojewódzkim i Maciejem Chudzikiewiczem turniej dzikich drużyn w Gliwicach na boiskach asfaltowych. W 1993 został prezesem Polskiego Towarzystwa Piłki Nożnej Pięcioosobowej.
Był jednym z pionierów boksu zawodowego w Polsce. Należał do założycieli i współwłaścicielem powstałej w 1999 zawodowej grupy KnockOut Promotions, odszedł z niej w 2018.
Od czerwca 2002 do marca 2003 był przewodniczącym Rady Nadzorczej Sportowej Spółki Akcyjnej Pogoń Szczecin.